# Lilit Makunz

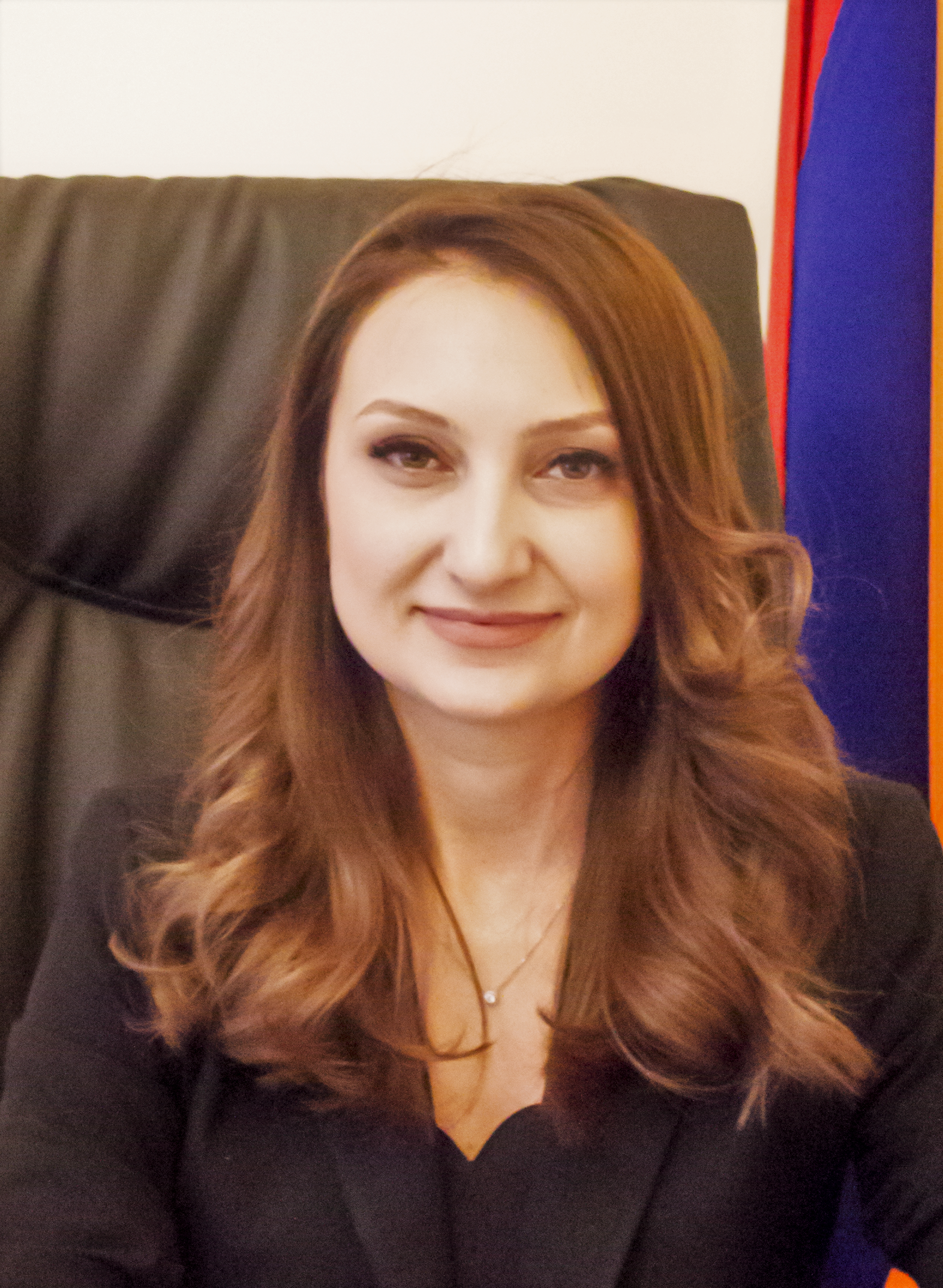
Lilit Makunz (2019)

Lilit Makunz (armenisch Լիլիթ Կամոյի Մակունց, englisch Lilit Makunts, * 7. November 1983 in Jerewan, Armenische SSR, Sowjetunion) ist eine armenische Politikerin und seit August 2021 Botschafterin Armeniens in den Vereinigten Staaten. Sie war zwischen dem 12. Mai 2018 und 14. Januar 2019 Kultusministerin Armeniens im ersten Kabinett von Premierminister Nikol Paschinjan. Danach war sie als Abgeordnete der Partei Zivilvertrag bis 2021 Fraktionschefin der Mein-Schritt-Allianz (IKD) in der armenischen Nationalversammlung.

## Werdegang
Makunz studierte an der Fakultät für Romanische und Germanische Philologie der Staatlichen Universität Jerewan von 1999 bis 2005 mit dem Abschluss Master. Seit 2005 übt sie Lehrtätigkeiten an der Russisch-Armenischen Universität aus.
Im Jahr 2015 nahm sie an einem zertifizierten Kursus der US-amerikanischen Fletcher School, einer Graduiertenschule der Tufts University, teil. Seit 2016 ist sie für das US-Friedenskorps als Vertragsspezialistin tätig.
Zwischen Februar und Mai 2018 war sie Leiterin der Abteilung für Internationale Zusammenarbeit der Russisch-Armenischen Universität in Jerewan. Makunz wurde Mitglied von Nikol Paschinjans liberaler Partei Zivilvertrag, welche 2015 gegründet wurde. Nach dem Erfolg der sogenannten Samtenen Revolution in Armenien 2018 wurde sie von Paschinjan als Interim-Premierminister in dessen Kabinett als Kultusministerin berufen.
Für die vorgezogene Parlamentswahl in Armenien 2018 trat sie auf der territorialen Wahlliste des Wahlkreises Nr. 2 von Paschinjans Mein-Schritt-Allianz (IKD) an, womit ihr der Einzug als Abgeordnete ins Parlament gelang. Am 14. Mai 2019 wurde sie Fraktionschefin der IKD, während gleichzeitig das Kultusministeramt im zweiten Paschinjan-Kabinett an Arajik Harutjunjan überging. Sie blieb Fraktionschefin der IKD bis zur Parlamentswahl in Armenien 2021, bei welcher sie nicht erneut für ein Mandat kandidierte. Am 2. August 2021 wurde sie zur Außerordentlichen und Bevollmächtigten Botschafterin in den Vereinigten Staaten ernannt.